# Полата (Горж)
Полата (рум. Polata) насеље је у Румунији у округу Горж у општини Таргу Жиу. Oпштина се налази на надморској висини од 265 m.

## Становништво
Према подацима из 2002. године у насељу је живело 233 становника, од којих су сви румунске националности.